# Elly van Hulst
Elisa Maria (Elly) van Hulst (Culemborg, 9 juni 1959) is een Nederlandse oud-atlete. Ze werd 68 maal Nederlands kampioene, waarvan 65 maal bij de senioren, liep een wereldindoorrecord op de 3000 m, schreef tientallen nationale records op haar naam en nam tweemaal deel aan de Olympische Spelen. Haar laatste nationale records op de 1500 van 1987 en 3000 m van 1988 hielden stand tot respectievelijk 2014 en 2017.

## Biografie

### Eerst jazzballet
Als kind ging Van Hulst eerst op jazzballet, maar met haar lange lijf was dat geen groot succes. Toen ze elf was, ging ze net als haar oudere broer op atletiek en dat bleek haar veel beter te liggen. Toen ze op de middelbare school zat, verhuisde het gezin Van Hulst van Maastricht naar Leeuwarden. Bij de Leeuwarder atletiekvereniging Lionitas kreeg ze training van Theo Kersten. Elly: "Theo heeft mij heel voorzichtig opgebouwd. Hij heeft mij atletisch geschoold. Toen ik bij hem kwam was ik zo stijf als een hark. Ik had van een heleboel dingen die normaal zijn in de training nog nooit gehoord. Het woord loopsprong was mij b.v. volkomen onbekend." Samen begonnen ze te werken aan een meerjarenplanning en daarmee werd haar sportcarrière serieus. Ze kreeg overigens een bijzondere band met Kersten; hoewel hij dertien jaar ouder was, zou hij later toch haar levensgezel worden.
De topsportcarrière van Van Hulst zou bijna twintig jaar gaan duren en in die periode werd ze, naast veelvoudig nationaal kampioene, drie keer Europees indoorkampioene en twee keer wereldindoorkampioene. Op de 3000 m indoor was ze twaalf jaar lang wereldrecordhoudster en met haar tijd van 8.33,82 staat ze nog altijd hoog op de wereldranglijst. Van Hulst nam namens Nederland deel aan de Olympische Spelen van 1984 in Los Angeles en de Olympische Spelen van 1988 in Seoel.

### Wereldtop
Eind jaren tachtig toonde Van Hulst aan dat ze bij de absolute wereldtop hoorde. In 1988 versloeg ze op de 3000 m in Zürich de favoriete Mary Decker. En in 1989 liep ze tijdens de wereldindoorkampioenschappen in Boedapest een wereldrecord op de 3000 m. In dat jaar werd ze in Nederland ook uitgeroepen tot sportvrouw van het jaar.
Vanaf 1990 had Van Hulst regelmatig vreemde lichamelijke klachten en ze was vaak moe. De artsen konden echter niets vinden, en dus bleef ze gewoon doorlopen. Van Hulst deed uiteindelijk niet mee aan de Olympische Spelen van 1992 in Barcelona; op dat moment lag ze voor onderzoek in het ziekenhuis, waar zou worden ontdekt dat ze al twee jaar rondliep met een slopende virusinfectie. Pas een dag na de race op de 800 m hoorde ze, dat Ellen van Langen het goud gewonnen had.

### Inspanningsastma
Als gevolg van de virusinfectie liep Van Hulst vervolgens inspanningsastma op. Haar loopbaan leek echter niet verder in gevaar te komen, want de astma was goed te bestrijden met de spray 'serevent'. Vlak voor de Europese indoorkampioenschappen in Parijs in 1994 kreeg ze te horen, dat een van de stoffen in die spray op de lijst met verboden middelen stond. Een alternatief middel dat niet verboden was, werkte niet goed genoeg, waardoor ze in Parijs niet verder kwam dan een negende plek. Twee jaar later bleek serevent een onschuldig middel, waarna het van de dopinglijst werd gehaald. Dat kwam echter te laat voor Van Hulst. Deelname aan de Olympische Spelen van 1996 in Atlanta - wat een waardige afsluiting van haar carrière zou zijn geweest - zat er niet meer in.

### Makelaardij in Portugal
Tijdens haar succesperiode aan het eind van de jaren tachtig ging Van Hulst regelmatig op trainingskamp naar de Algarve in Portugal. Het beviel haar daar zo goed, dat ze er na afloop van haar loopbaan in de atletiek ook is gaan wonen. Sindsdien heeft ze daar samen met haar man Theo Kersten een goedlopend bedrijf in de makelaardij: Elly van Hulst Real Estate Lda. Op 1 januari 2022 is Theo Kersten overleden.

## Kampioenschappen

### Internationale kampioenschappen
| Onderdeel | Titel                    | Jaar             |
| --------- | ------------------------ | ---------------- |
| 1500 m    | wereldindoorkampioene    | 1985             |
| 3000 m    | wereldindoorkampioene    | 1989             |
| 3000 m    | Europees indoorkampioene | 1988, 1989, 1990 |

### Nederlandse kampioenschappen
Outdoor
| Onderdeel | Jaar                                                       |
| --------- | ---------------------------------------------------------- |
| 800 m     | 1978, 1979, 1981, 1982, 1983, 1984, 1985, 1986, 1988       |
| 1500 m    | 1981, 1982, 1983, 1984, 1985, 1986, 1987, 1988, 1989       |
| 3000 m    | 1982, 1983, 1984, 1985, 1986, 1987, 1988, 1989, 1990, 1993 |
| 5000 m    | 1983, 1984                                                 |
| 10.000 m  | 1983, 1984                                                 |
| 10 km     | 1984                                                       |

Indoor
| Onderdeel | Jaar                                                                   |
| --------- | ---------------------------------------------------------------------- |
| 800 m     | 1978, 1979, 1980, 1981, 1982, 1983, 1984, 1985, 1986, 1987, 1988, 1990 |
| 1500 m    | 1981, 1982, 1983, 1984, 1985, 1986, 1988, 1990, 1993                   |
| 3000 m    | 1982, 1984, 1985, 1986, 1987, 1988, 1989, 1990, 1992, 1993, 1995       |

## Records

### Persoonlijke records
Outdoor
| Onderdeel   | Prestatie        | Datum             | Plaats  |
| ----------- | ---------------- | ----------------- | ------- |
| 800 m       | 1.59,62 (ex-NR)  | 2 augustus 1981   | Pescara |
| 1000 m      | 2.36,70 (ex-NR)  | 11 september 1981 | Londen  |
| 1500 m      | 4.03,63 (ex-NR)  | 5 september 1987  | Rome    |
| 1 Eng. mijl | 4.22,40 (ex-NR)  | 5 september 1986  | Brussel |
| 2000 m      | 5.39,52 (ex-NR)  | 11 juli 1986      | Londen  |
| 3000 m      | 8.33,97 (ex-NR)  | 17 augustus 1988  | Zürich  |
| 5000 m      | 15.17,08 (ex-NR) | 25 augustus 1989  | Brussel |
| 10.000 m    | 32.48,15         | 8 oktober 1988    | Tokio   |

Indoor
| Onderdeel   | Prestatie              | Datum           | Plaats       |
| ----------- | ---------------------- | --------------- | ------------ |
| 800 m       | 2.02,88 (ex-NR)        | 3 februari 1984 | Stuttgart    |
| 1000 m      | 2.40,13 (ex-NR)        | 1 februari 1987 | Stuttgart    |
| 1500 m      | 4.06,40 (ex-NR)        | 31 januari 1988 | Stuttgart    |
| 1 Eng. mijl | 4.28,08 (ex-NR)        | 5 februari 1988 | Sindelfingen |
| 3000 m      | 8.33,82 (ex-WR; ex-NR) | 4 maart 1989    | Boedapest    |

### Wereldindoorrecord
| Onderdeel | Prestatie | Datum        | Plaats    |
| --------- | --------- | ------------ | --------- |
| 3000 m    | 8.33,82   | 4 maart 1989 | Boedapest |

### Nederlandse records
Outdoor
| Onderdeel   | Prestatie | Datum             | Plaats    |
| ----------- | --------- | ----------------- | --------- |
| 800 m       | 2.01,13   | 10 juli 1981      | Lage      |
|             | 1.59,62   | 2 augustus 1981   | Pescara   |
| 1000 m      | 2.36,70   | 11 september 1981 | Londen    |
| 1500 m      | 4.03,78   | 17 september 1982 | Zürich    |
|             | 4.03,63   | 1 september 1987  | Rome      |
| 1 Eng. mijl | 4.28,24   | 27 juli 1985      | Oslo      |
|             | 4.27,23   | 8 augustus 1986   | Londen    |
|             | 4.22,40   | 5 september 1986  | Brussel   |
| 2000 m      | 5.42,01   | 17 september 1982 | Londen    |
|             | 5.39,52   | 11 juli 1986      | Londen    |
| 3000 m      | 9.00,61   | 8 juni 1983       | Firenze   |
|             | 8.58,28   | 31 augustus 1985  | Hengelo   |
|             | 8.48,25   | 7 juli 1986       | Helsinki  |
|             | 8.42,57   | 1 september 1987  | Rome      |
|             | 8.33,97   | 17 augustus 1988  | Zürich    |
| 5000 m      | 15.42,5   | 25 september 1985 | Veldhoven |
|             | 15.37,43  | 6 mei 1989        | Shizuoka  |
|             | 15.29,25  | 3 juli 1989       | Stockholm |
|             | 15.17,08  | 25 augustus 1989  | Brussel   |

Indoor
| Onderdeel   | Prestatie | Datum            | Plaats       |
| ----------- | --------- | ---------------- | ------------ |
| 800 m       | 2.04,47   | 19 december 1981 | Zuidlaren    |
|             | 2.02,88   | 3 februari 1984  | Stuttgart    |
| 1000 m      | 2.42,50   | 1 februari 1984  | Sindelfingen |
|             | 2.40,13   | 1 februari 1987  | Stuttgart    |
| 1500 m      | 4.21,7    | 1 februari 1981  | Zwolle       |
|             | 4.18,7    | 30 januari 1982  | Zwolle       |
|             | 4.18,0    | 18 december 1983 | Dortmund     |
|             | 4.16,64   | 12 februari 1984 | Zuidlaren    |
|             | 4.11,09   | 3 maart 1984     | Göteborg     |
|             | 4.08,30   | 3 maart 1985     | Athene       |
|             | 4.06,40   | 31 januari 1988  | Stuttgart    |
| 1 Eng. mijl | 4.28,08   | 5 februari 1988  | Sindelfingen |
| 3000 m      | 9.14,6    | 20 februari 1982 | Rotterdam    |
|             | 9.13,55   | 11 februari 1984 | Zuidlaren    |
|             | 9.04,62   | 29 januari 1986  | Sindelfingen |
|             | 8.53,82   | 30 januari 1987  | Sindelfingen |
|             | 8.51,40   | 21 februari 1987 | Liévin       |
|             | 8.44,50   | 6 maart 1988     | Boedapest    |
|             | 8.33,82   | 4 maart 1989     | Boedapest    |

## Prestaties

### Olympische Spelen
- 1984: 5e in ½ fin. 800 m - 2.03,25
- 1984: 12e 1500 m - 4.11,58 (in serie 4.10,69)
- 1988: 5e in 1e ronde 1500 m - 4.07,40
- 1988: 9e 3000 m - 8.43,92

### Wereldkampioenschappen
- 1982: 87e veldlopen - 16.24,6
- 1987: 8e 1500 m - 4.03,63 (NR)
- 1987: 6e 3000 m - 8.42,57
- 1993: 11e in series 3000 m - 9.04,86

### Wereldkampioenschappen indoor
- 1985:  1500 m - 4.11,41
- 1987: 8e 3000 m - 8.57,46
- 1989:  3000 m - 8.33,82 (WR)
- 1993: 6e 3000 m - 9.08,33

### Europese kampioenschappen
- 1978: 6e in serie 800 m - 2.03,90
- 1982: 8e 1500 m - 4.07,76
- 1986: 11e 1500 m - 4.06,72
- 1986: 9e 3000 m - 8.49,22
- 1990: 8e in serie 3000 m - 9.01,73

### Europese indoorkampioenschappen
- 1984:  1500 m - 4.11,09
- 1987:  3000 m - 8.51,40
- 1988:  3000 m - 8.44,50 (ex-NR)
- 1989:  3000 m - 9.10,01
- 1990:  3000 m - 8.57,28

### Europese jeugdkampioenschappen
- 1977: 4e 800 m - 2.03,9

### overige overwinningen
- Warandeloop: 1983,1984,1986,1988
- 4 Mijl van Groningen: 1991
- 5 km van Carlsbad: 1990
- Mastboscross: 1984,1985,1986
- San Silvestro Boclassic in Bolzano: 1987,1989

## Onderscheidingen
- KNAU-jeugdatlete van het jaar (Fanny Blankers-Koen plaquette) - 1977
- KNAU-atlete van het jaar - 1987, 1988, 1989
- Nederlands sportvrouw van het jaar - 1989
- KNAU lid van verdienste - 1989
- Ridder in de Orde van Oranje-Nassau - 1993